# Valladolid
 Valladolid ? er en stor by i det centrale Spanien. Byen gennemløbes af floden Pisuerga og er hovedstad i Castilien og Leon og i provinsen Valladolid. Indbyggertallet er 300.618 (2024).
Seværdigheder er den ufuldendte domkirke af Juan de Herrera og kirken San Pablo.

## Sport
Fodboldholdet Real Valladolid hører til i byen.